# Pa torrat

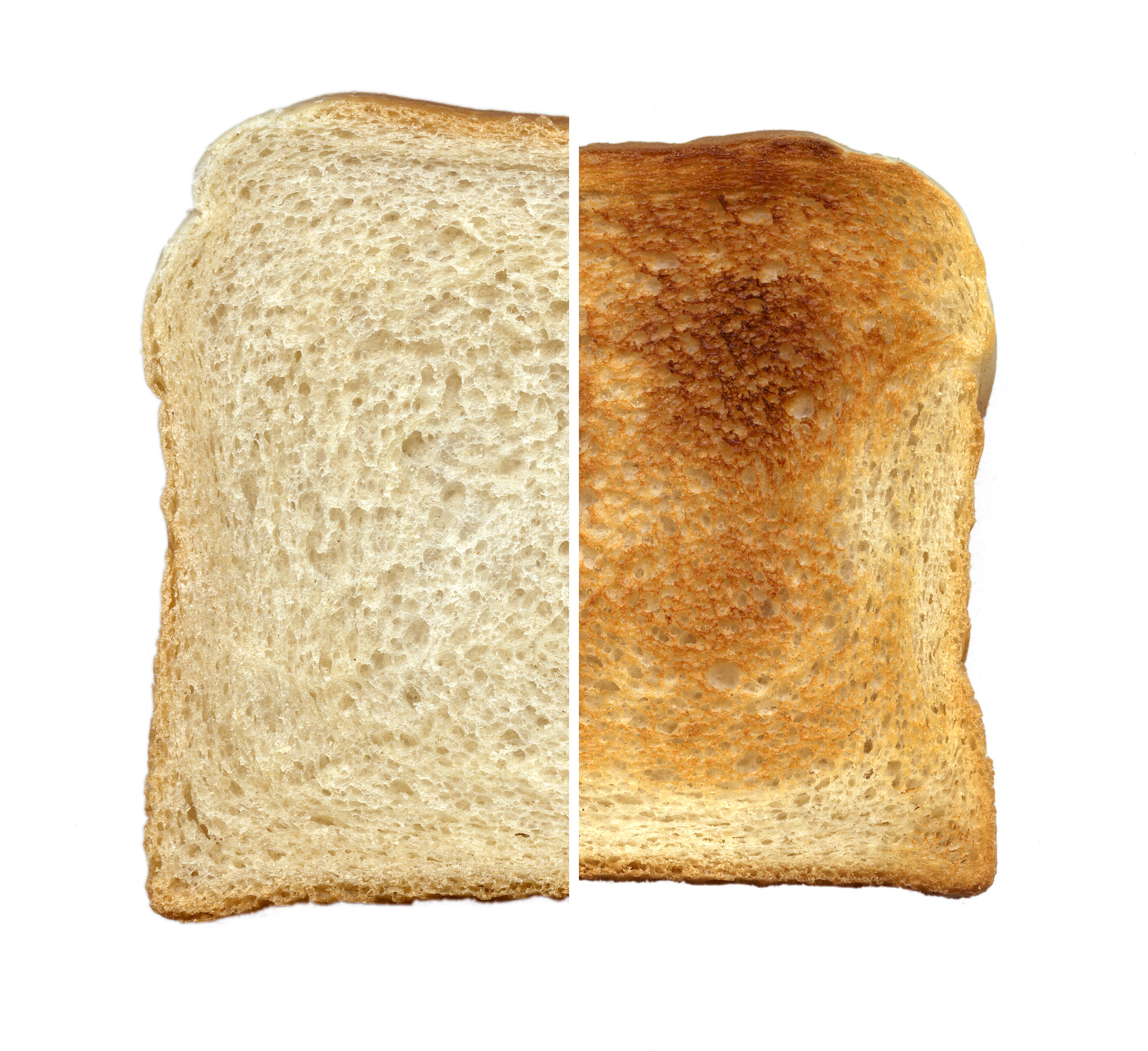
Una llesca de pa abans i després d'ésser torrada.

Pa torrat, també anomenat una torrada, és una llesca de pa escalfada de manera que s'aconsegueix la reacció de Maillard, reacció que li dona el característic color daurat i la fa cruixent. Sovint és menjada amb mantega i/o melmelada untades per damunt, o bé en forma de pa amb tomàquet.
És un típic objecte de menció a la Llei de Murphy quan la torrada està untada amb mantega i melmelada. Aquesta llei diu que quan cau de les mans sempre ho farà amb el costat untat cap avall.